# مبرهنة الطي والقص

نموذج لشكل مُضلّع للإوزّة يُمكن عمله بطريقة الطي والقص.

تنص نظرية الطي والقص على أن أي مُضلّع يُمكن إنشاؤه من قص جزء من ورقة واحدة بعد طيّها. تتضمن هذه الأشكال المُضلّعات المُقعّرة والمُحدّبة أو الأشكال مع الحُفر، ومجموعة أخرى من عدّة أشكال.
المسألة المُقابلة التي تحلّها النّظرية تُعرف باسم مسألة الطي والقص، والتي تسأل عن الأشكال التي يُمكن الحصول عليها بالطريقة التي تُعرف باسم طريقة الطي والقص. الجُزئيّة المُعينة من المسألة التي تسأل عن كيفية الحصول على شكل مُعيّن بهذه الطريقة هي التي تُعرف باسم مسألة الطي والقص.

## التاريخ
أول وصف عُرف لمسألة الطي والقطع ظهر في واكوكو تشيكورابي (مُسابقات رياضياتية)، كتاب نُشر عام 1721م في اليابان من تأليف كان تشو سن.
في عام 1873م، نُشرت مقالة في مجلة أخبار هاربر الشهرية، توضح اقتراح بيتسي روز أن النّجوم من على العلم الأمريكي يحتوي 5 نقاط، لأنه كان شكلاً يُمكن الحصول عليه ببساطة عن طريقة الطي والقص.
في القرن العشرين، عدّة رياضياتيين نشروا كتباً تحتوي أمثلةً على مسائل الطي والقص، منهم وين بليث، هاري هوديني، وجيرالد لو (1955م).

## النماذج

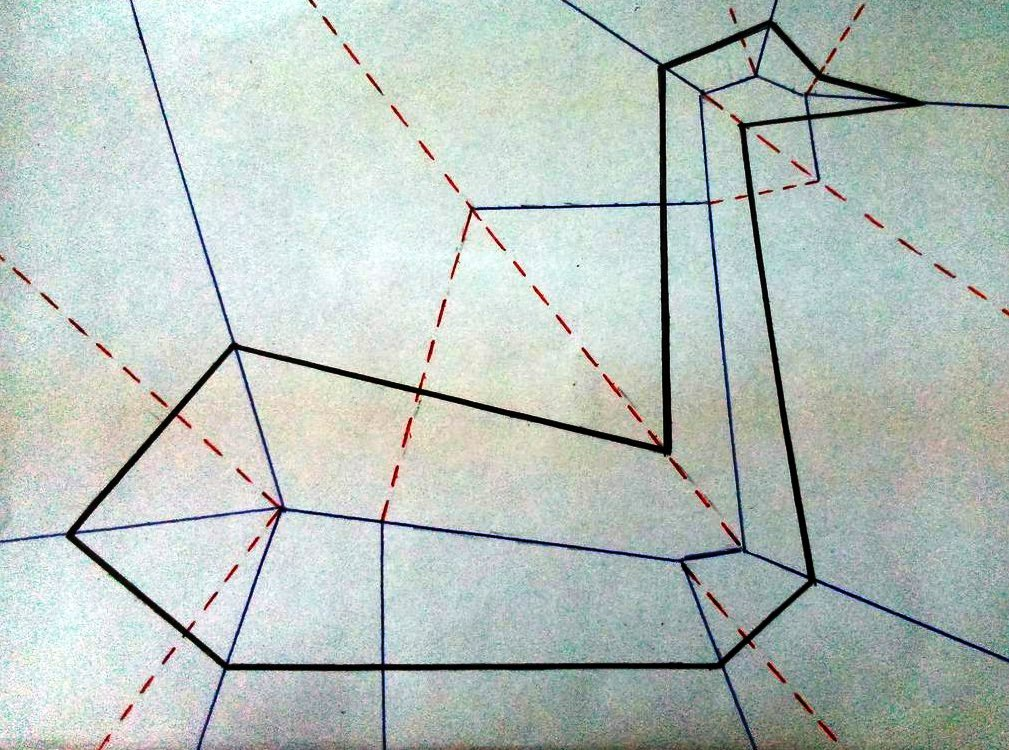
الخطوة الأولى
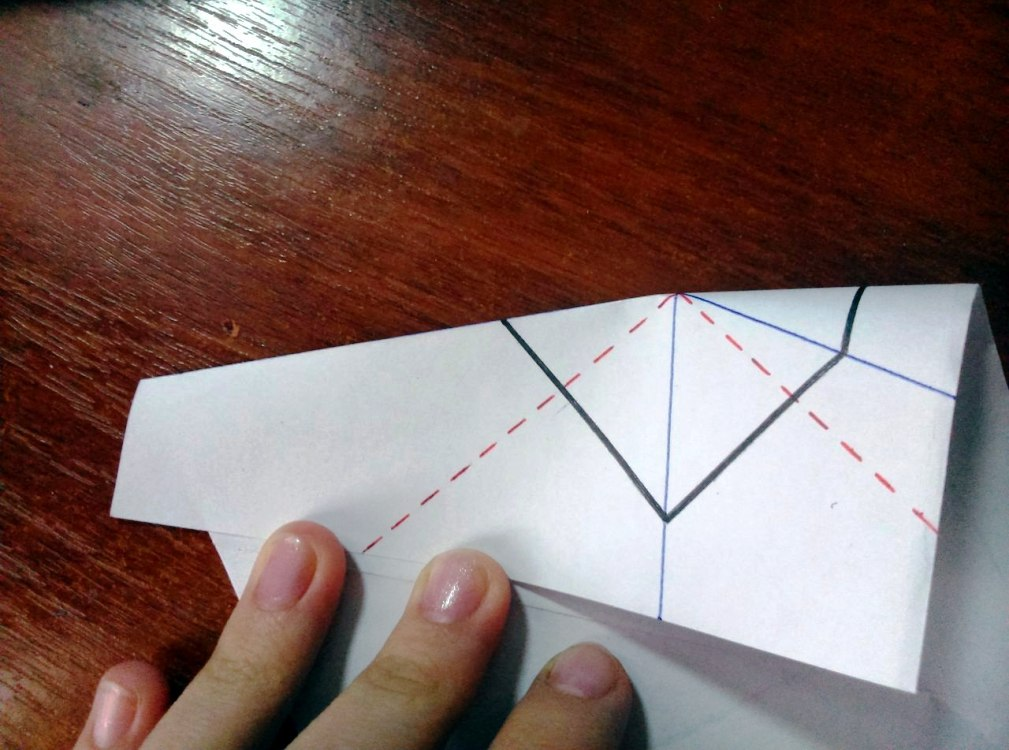
الخطوة الثانية
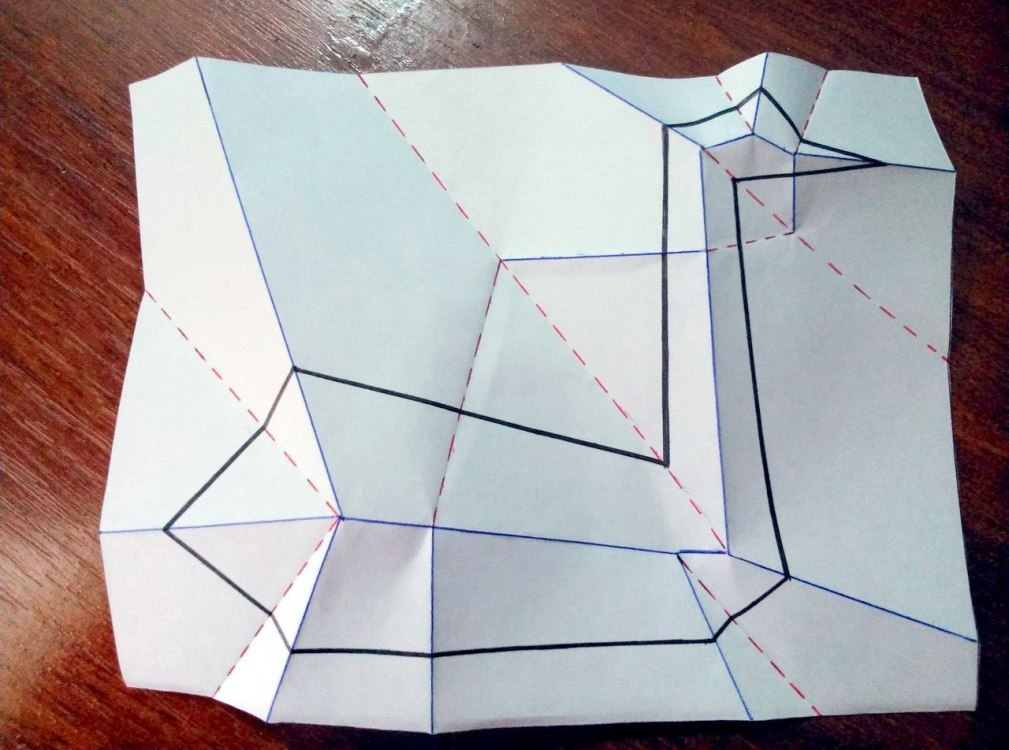
الخطوة الثالثة
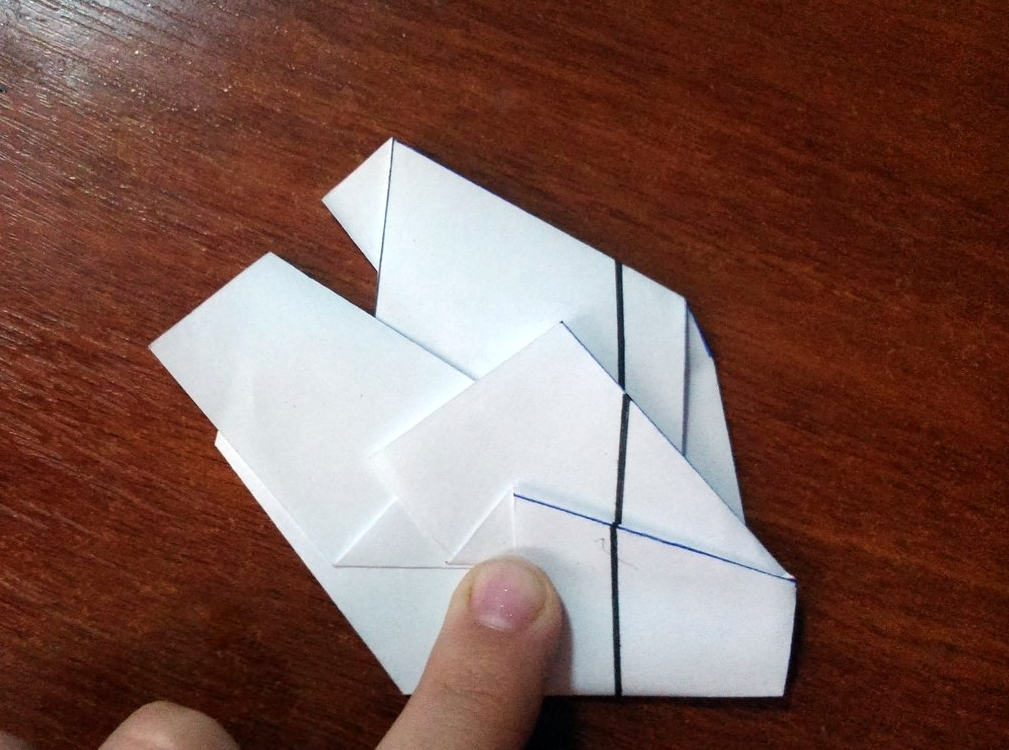
الخطوة الرابعة
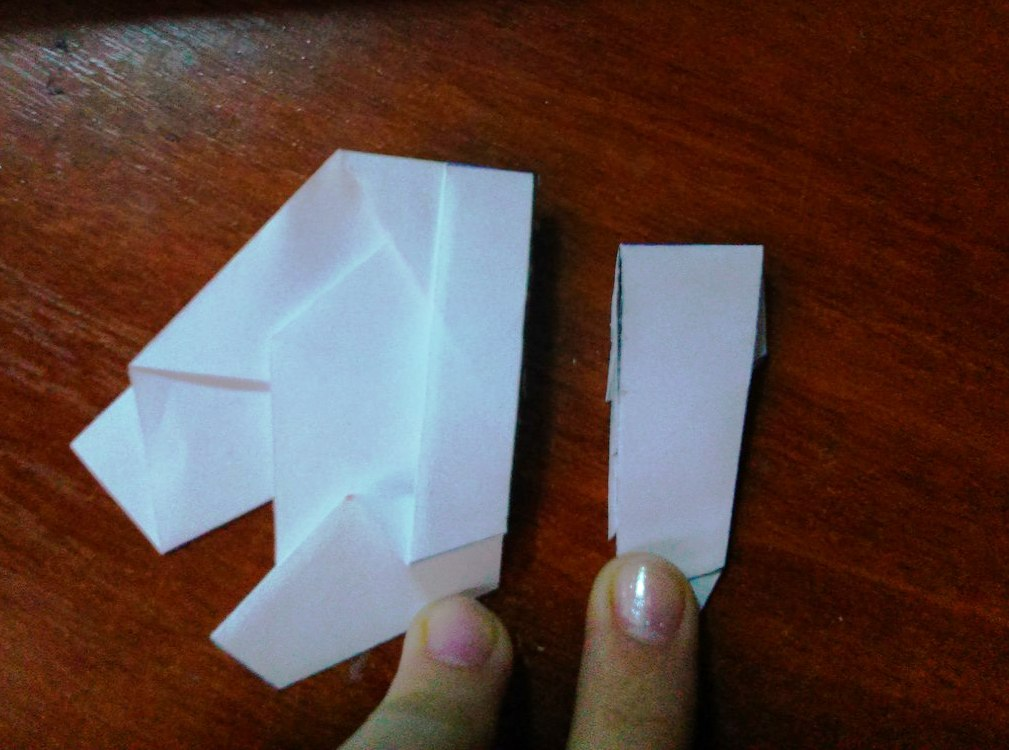
الخطوة الخامسة
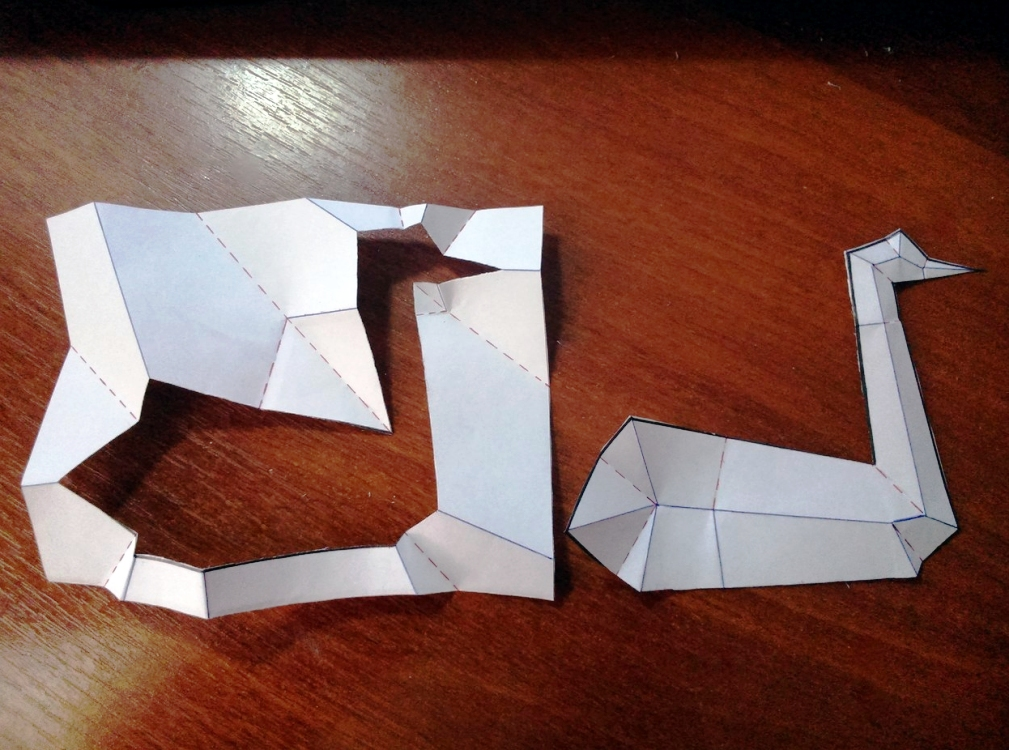
الخطوة الأخيرة

## الحلول
هناك طريقتان عامّتان لحل مسائل الطي والقص، وتعتمد على الهيكلة المستقيمة وحصر الدّوائر.

## وصلات خارجية
- JOrigami: موقع جافا مفتوح المصدر يُوجد حلولاً لمسائل القص والقطع.